# Булига Іван Артемович
Іван Артемович Булига (нар. 27 липня 1941, село Березова Лука, тепер Гадяцького району Полтавської області) — український радянський діяч, 1-й секретар Гощанського районного комітету КПУ Рівненської області. Член Ревізійної Комісії КПУ в 1986—1990 р.

## Біографія
Освіта вища. Член КПРС з 1964 року.
Перебував на партійній роботі.
У 1975—1987 р. — 1-й секретар Гощанського районного комітету КПУ Ровенської області.
У 1987—1991 р. — 1-й секретар Дубенського районного комітету КПУ Ровенської області.
Потім — на пенсії у місті Гадячі Полтавської області. Член громадської організації «Територіальний досвід ветеранів праці органів місцевого самоврядування та виконавчої влади Гадяччини».

## Нагороди
- ордени
- медалі